# Obchodní dům Máj

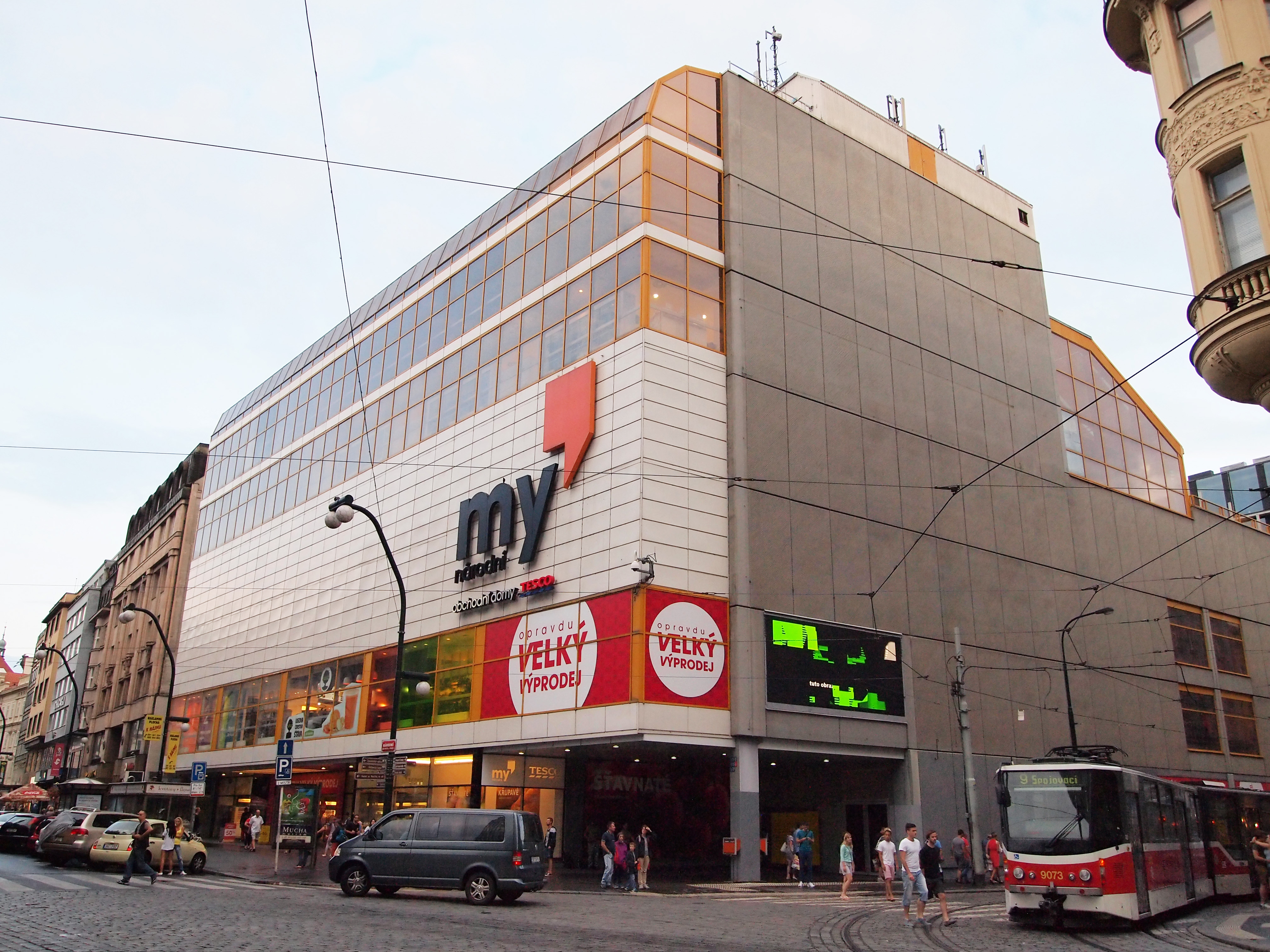
Das Einkaufszentrum My heute

Das Einkaufszentrum Máj, heute My, ist ein im Jahr 1975 erbautes Einkaufszentrum in der Národní třída in Prag. Es ist ein bedeutendes Gebäude der tschechischen Architektur der 1970er-Jahre.

## Geschichte
Die Architekten des Gebäudes waren John Eisler, Miroslav Masák und Martin Rajniš aus dem Atelier SIAL (aus Liberec), das 1968 von Karel Hubáček gegründet wurde. Wie auch bei Karel Hubáčeks Fernsehturm Ještěd konnte man bei dem Gebäude große Begeisterung im Westen bemerken. Nach der Wende kaufte Tesco das Gebäude und nannte es später in My um. 2006 wurde das Gebäude zum Kulturellen Denkmal der tschechischen Republik ernannt. Im Jahr 2009 wurde das Gebäude renoviert.

## Beschreibung
Das Gebäude hat sieben Stockwerke und drei Keller, dabei werden das erste bis vierte Obergeschoss als Verkaufsräume verwendet. Im fünften Stockwerk befindet sich die Verwaltung mit Kantine, im sechsten die Geschäftsführung, im siebten befindet sich die Technik wie Klimaanlagen. Auf dem Dach gibt es die Möglichkeit, sich das Panorama der Stadt Prag anzusehen. Im zweiten Untergeschoss ist ein Lager eingerichtet und im dritten Untergeschoss befindet sich eine Rechenzentrale.